# Lesung Batu (Tanjung Agung)
Lesung Batu is een bestuurslaag in het regentschap Muara Enim van de provincie Zuid-Sumatra, Indonesië. Lesung Batu telt 550 inwoners (volkstelling 2010).